# Norgervaart (canal)
Pour les articles homonymes, voir Norgervaart.
Le Norgervaart est un canal néerlandais de Drenthe.

## Géographie
Le Norgervaart relie le Drentsche Hoofdvaart à Kloosterveen (entre Bovensmilde et Assen)  au Kolonievaart au hameau de Norgervaart, en passant à l'est de Huis ter Heide. Il traverse la province du nord-ouest au sud-est. Il a une longueur d'environ 4 km.
Le canal a été construit en 1816. Au XXe siècle, il a été déclassé, et à la suite de la construction de quelques barrages et ponts fixes, la plaisance n'y est pas possible.

## Source
- (nl) Cet article est partiellement ou en totalité issu de l’article de Wikipédia en néerlandais intitulé « Norgervaart (waterloop) » (voir la liste des auteurs).